# Dolby Pro Logic

Акустична система 5.1. Цифра до точки позначає кількість сателітів, а після — сабвуферів.

Dolby Pro Logic — система, розроблена компанією Dolby Laboratories для створення об'ємного звучання на аудіосистемах 5.1 при прослуховуванні двоканальної аудіодоріжки. Існують варіації для створення об'ємного звучання в навушниках і на звичайних стереофонічних динаміках.
Ця система розділяє аудіодоріжку на розмову, пускаючи її на центральну колонку, і ефекти з музикою, що направляються на фронтальні і тилові колонки. Тим самим створюється об'ємний ефект, подібний 6-канальному звуку.
Dolby Pro Logic II — більш вдосконалена система Dolby Pro Logic. Зміни торкнулися центрального каналу, а також расширення ряду варіацій системи.
Основним мотивом для створення системи послужила велика кількість старих фільмів на VHS і DVD з двоканальним звуком. Застосовується, в основному, в AV-ресиверах.